# Kollidam
La rivière Kollidam (appelée Coleroon en anglais colonial) est un défluent du fleuve Cauvery dans le sud-est de l'Inde, dans l'état du Tamil Nadu. Il se sépare du fleuve en partant vers le nord-est au début du delta de Thanjavur et a son embouchure dans le golfe du Bengale.

## Géographie
De 110 km de longueur, il s'écarte du Cauvery, près du lieu-dit Kallanai (en), vers le nord-est. Son embouchure dans le golfe de Bengale a lieu près de la ville de Mahendrapalli.

## Hydrologie
Son régime hydrologique est dit pluvial tropical à moussons.

## Aménagements et écologie

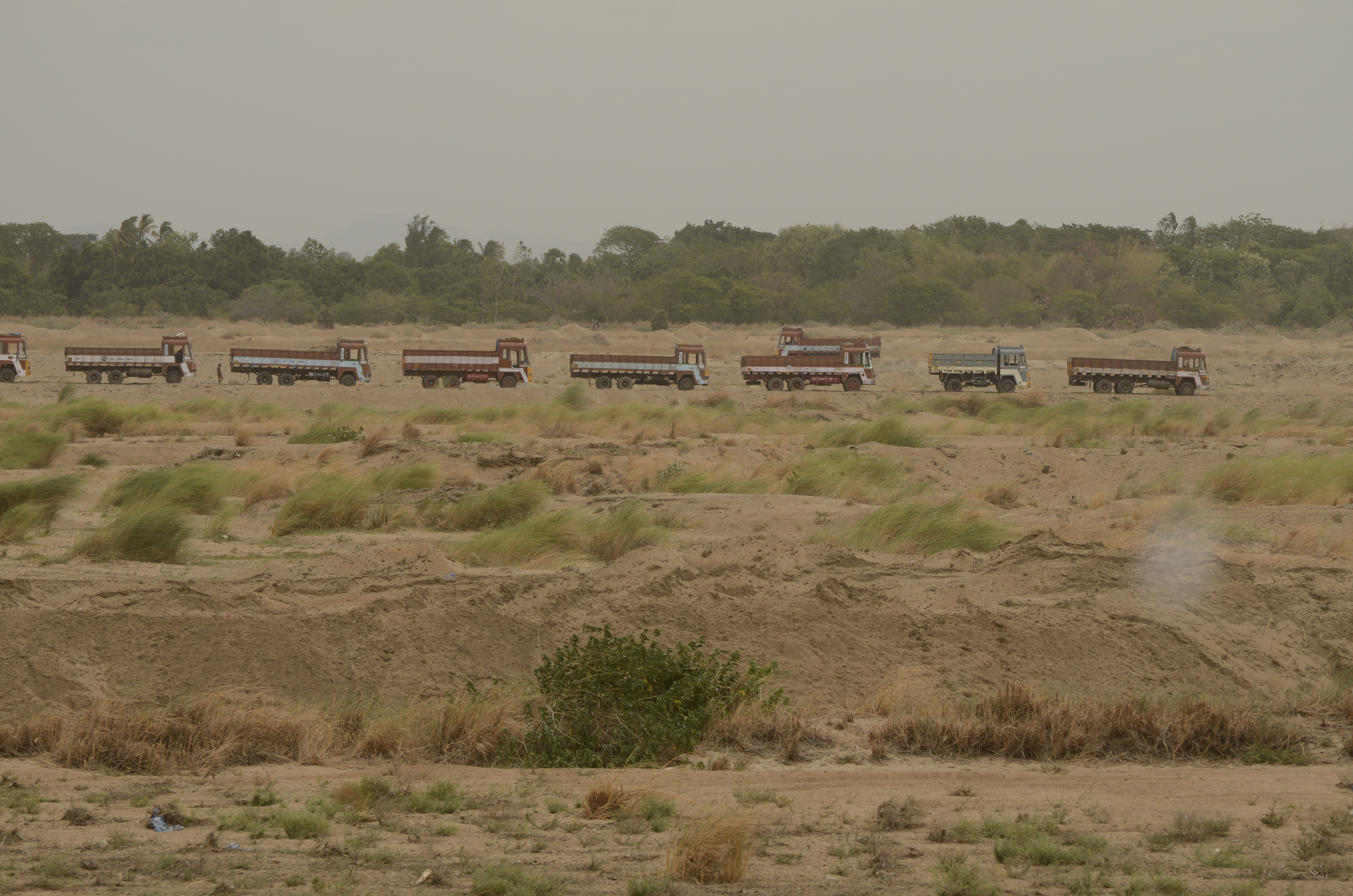
Extraction de sable près du Kollidam.

### Articles liés
- Liste des cours d'eau de l'Inde
- Cauvery

## Source
- (en) Cet article est partiellement ou en totalité issu de l’article de Wikipédia en anglais intitulé « Kollidam River » (voir la liste des auteurs).